# Tótkisfalu
Tótkisfalu (szlovákul: Vieska, korábban Malá Vieska) község Szlovákiában, a Besztercebányai kerületben, a Nagykürtösi járásban.

## Fekvése
Nagykürtöstől 15 km-re északkeletre, a Tiszovnyik bal partján fekszik.

## Története
A települést 1447-ben "Zawoda a. n. Wyfalw" alakban említik először. 1598-ban a Madách család birtoka. Az 1770-es urbárium szerint Révay Péter, Baross József és György, Fáy Mihály, Mikula Péter és Darvas Ferenc voltak a birtokosai, a 19. század első felében pedig a Forgách családnak voltak itt nagyobb birtokai. 1715-ben 15, 1720-ban 12 háztartása létezett. 1828-ban 53 házában 431 lakos élt, akik mezőgazdasággal és állattartással foglalkoztak. 1873-ban kolerajárvány pusztított.
Fényes Elek szerint "Kisfalu, (Mala-Wieszka), tót falu, Nógrád vgyében, A. Sztregovától 1/4 órányira, a Sztregova vize partján, laposon fekszik, de hegyes környéken, ut. p. Szakál. Határa 490 h., u. m. 20 h. beltelek, 274 szántó, 100 h. rét, 62 h. erdő, 34 h. haszonvehetlen. Ebből majorsági beltelek 2, szántó föld 10 h., erdő 62 h., haszonvehetlen 34 hold; a többi urbériség. Az erdő közös legelő. Földje veres agyag, néhol vadvizes, kavicsos, árkos; legjobban termi a rozsot, zabot, burgonyát, veres lóherét, de a buzát s árpát is megtermi. Rétjei kétszer kaszálhatók. Juhokra legtöbb gond fordittatik. Lakja 173 evang., 8 kath., 5 zsidó, kik magyarul is tudnak. A sztregovai patak egy malmot hajt. Birja a Madách család."
Nógrád vármegye monográfiája szerint "Tótkisfalu. Ugyancsak a sztregovai völgyben fekvő kisközség. Csak 30 háza van és összesen 134 tótajkú, evangélikus vallású lakosa. Postája Alsósztregova, távírója Litke s vasúti állomása Rárós-puszta. A község neve hajdan Malawieszka volt. 1598-ban Madách Péter volt a földesura, 1715-ben három német, 12 tót, 1720-ban öt magyar és hét tót háztartást írtak össze benne. 1770-ben, az úrbéri rendezés alkalmával, Révay Péter, Baross József és György, Fáy Mihály, Mikula Péter és Darvas Ferencz, a XIX. század első felében pedig a gróf Forgách család volt az ura. Jelenleg nagyobb birtokosa nincsen. 1873-ban itt is a kolera pusztított. A községben nincs templom."
A trianoni békeszerződésig Nógrád vármegye Gácsi járásához tartozott.

## Népessége
| Év:            | 1994. | 2004.   | 2014.   | 2024.    |
| -------------- | ----- | ------- | ------- | -------- |
| Emberek száma: | 199   | 208     | 219     | 188      |
| Eltérés:       |       | +4,52 % | +5,28 % | -14,15 % |

| Év:            | 2023. | 2024.   |
| -------------- | ----- | ------- |
| Emberek száma: | 186   | 188     |
| Eltérés:       |       | +1,07 % |

1910-ben 130, túlnyomórészt szlovák lakosa volt.
2001-ben 209 lakosából 200 szlovák volt.
2011-ben 223 lakosából 214 szlovák.